# Aumento do capital
Um aumento de capital ou oferta de patrimônio líquido sazonal, também chamada ofertas de ações secundárias (SEO) é uma nova ação emitida por uma empresa já de capital aberto. Ofertas sazonais podem envolver ações vendidas por acionistas existentes (não diluidoras), novas ações (diluidoras) ou ambos. Se a oferta de ações temporizada for feita por um emissor que atenda a certos critérios regulatórios, pode ser uma oferta pública sem documento de divulgação que descreve uma segurança financeira para potenciais compradores.